# کیوان کثیریان
کیوان کثیریان (زاده ۱۳۵۰ در بابلسر) روزنامه‌نگار، منتقد سینما، کارگردان تئاتر، فیلم‌ساز و نویسنده ایرانی است. وی طی مدت ۱۱ سال از سال ۱۳۸۴ تا سال ۱۳۹۵، پنج دوره عضو شورای مرکزی انجمن منتقدان و نویسندگان سینمایی ایران بود.
یک دوره رئیس شورای مرکزی انجمن منتقدان و نویسندگان سینمایی ایران او از ابتدای تأسیس سینماتک خانه هنرمندان ایران در سال ۹۲ تاکنون مدیر این سینماتک است. او پیش از این مسئول نشست‌های رسانه‌ای سی و دومین، سی و سومین و سی و چهارمین جشنواره فیلم فجر و سی و سومین جشنواره جهانی فیلم فجر بوده‌است. او عضو شورای سیاستگذاری ۳ دوره جشن خانه سینما (دوره‌های ۱۵، ۱۶ و ۱۷)، داور ۵ دوره جشن خانه سینما، مدیر کانون فیلم خانه سینما(۱۳۸۸ و ۸۹)، عضو شورای برگزاری دوره اول تا دهم جشن منتقدان، دبیر ۵ دوره جشن بزرگ منتقدان و عضو شورای سیاست‌گذاری هشتمین جشنواره فیلم کوتاه وارش بود. وی هم‌چنین پیش از این عضو هیئت مدیره و سخنگوی کانون ملی منتقدان تئاتر ایران طی سالهای ۸۳ و ۸۴ بوده‌است.
او همچنین مدیر ارتباطات و رسانه سی و چهارمین، سی و پنجمین، سی و ششمین، سی و هفتمین و سی و هشتمین جشنواره جهانی فیلم فجر بوده‌است.
کثیریان از سال ۷۱ تا ۷۴ مسئول واحد فیلمسازی و کانون فیلم دانشگاه شیراز بوده و ۵ فیلم کوتاه و ۴ فیلم مستند از جمله «باشو یک زندگی» (۱۳۹۳) را نیز ساخته‌است
او هم‌اکنون مؤسس و دبیر جایزه آکادمی سینماسینما به عنوان اولین آکادمی بخش خصوصی سینمای ایران است که دو دوره آن برگزار شده‌است.
کثیریان در حال حاضر و از ابتدای سال ۱۴۰۰ مدیریت روابط عمومی و امور بین‌الملل خانه هنرمندان ایران را به عهده دارد.

## تحصیلات
وی دارای مدرک کارشناسی مهندسی کشاورزی از دانشگاه شیراز است و دوره روزنامه‌نگاری را در سال ۱۳۷۰ در مرکز تحقیقات و مطالعات وزارت ارشاد گذارنده است. او همچنین در سال‌های ۱۳۶۹ و ۱۳۷۰ دوره فیلم‌سازی را در انجمن سینمای جوانان ایران در شیراز گذراند.

## روزنامه‌نگاری
او روزنامه‌نگاری را از سال ۱۳۶۸ آغاز کرد و در سال ۱۳۷۴ با نوشتن در ماهنامه گزارش فیلم وارد حوزه نقد فیلم شد و در سال ۱۳۷۷ نقد تئاتر را آغاز کرد. او در طی این سالها در روزنامه‌های گوناگون و مجلات تخصصی سینما نقد و یادداشت نوشته‌است.
چکیده پیشینه او در روزنامه‌نگاری به شرح زیر است:
- سردبیر مجله سروش هفتگی[۱۳] (۱۳۸۴ و ۱۳۸۵)[۱۲]
- سردبیر مجله سروش جوان ۱۳۸۵
- سردبیر مجله مشق آفتاب[۱۳] (۱۳۸۸)[۱۲]
- صاحب امتیاز و مدیرمسئول دوهفته‌نامه نام و نشان تجاری ۱۳۸۵ تا ۹۴
- صاحب امتیاز و مدیرمسئول ماهنامه هنر و سینما ۱۳۹۲–۱۳۹۶
- دبیر بخش تهیه‌کنندگی ماهنامه صنعت سینما ۱۳۸۱–۱۳۸۹
- سردبیر سایت ایران تئاتر (۱۳۹۳–۱۳۹۴)[۱۴]
- دبیرتحریریه و سپس معاون سردبیر روزنامه جوان ۱۳۷۷–۱۳۸۳
- سردبیر نشریه هفتگی همشهری منطقه ۷ و ۸؛ ۱۳۸۲ تا ۱۳۸۵
- دبیر سرویس اجتماعی روزنامه اعتدال و توسعه؛ ۱۳۸۳ تا ۱۳۸۴
- معاون سردبیر و دبیر تحریریه ماهنامه فیلم‌نگار[۱۵] (۱۳۸۳ تا ۱۳۸۸)[۱۲]
- معاون سردبیر روزنامه تهران امروز[۱۳] (۱۳۸۵ و ۱۳۸۶)[۱۲]
- دبیر سرویس فرهنگی روزنامه خبر و خبرگزاری خبرآنلاین ۱۳۸۸
- عضو شورای سردبیری روزنامه خبر و خبرگزاری خبرآنلاین[۳]
- سردبیر ماهنامه هنر و تجربه ۱۳۹۳ تا ۱۳۹۹[۱۶]
- صاحب امتیاز، مدیرمسئول و سردبیر پایگاه خبری تحلیلی سینماسینما (از ۱۳۹۲ تاکنون)[۱۷]

## تئاتر
کثیریان تا کنون ۱۱ تئاتر گوناگون را به روی صحنه برده‌است که از این شمار ۶ تا اجراهای در شیراز بوده و ۵ تا را در سالن‌های تهران اجرا کرده.
از جمله:
- در دانشگاه شِیراز (فوق برنامه و جهاد دانشگاهی) از ۷۰ تا ۷۴: سیزیف و مرگ (نوشته روبر مرل)، دمها (خوزه روئیبال)، به دنبال اونو (محمود ناظری)، پنجره ای بربادها (دکتر ناظرزاده کرمانی- و در کیش)، خبرچین (نوشته برتولت برشت)، داماد و پدرزن (بر اساس داستانی از چخوف)
- در تهران از ۷۶ تا ۸۰: پنجره ای بربادها، در نقش‌های از پیش تعیین شده (محمود ناظری)، چاه (فقیر – گوهرمراد)، نیمکت(کامران محمدی)، باخانمان (دکتر ناظرزاده کرمانی)
- ۱۳۷۴ در شیراز (ششمین جشنواره قطعات نمایشی): خبرچین[۱۸] (نویسنده: برتولت برشت[۱۲])
- ۱۳۷۶ در تهران: پنجره‌ای بر بادها (نویسنده: محمود ناظری[۱۲])
- عضو کانون ملی منتقدان تئاتر ایران از ۱۳۷۸ تا ۱۳۸۹
- عضو کانون جهانی منتقدان تئاتر از ۱۳۸۲ تا ۸۸
- عضو هیئت مدیره و سخنگوی کانون ملی منتقدان تئاتر ایران از ۱۳۸۲ تا ۱۳۸۴
- دبیر اولین جشنواره تئاتر محله ۱۳۸۴[۱۹]
- کارگردانی نمایشنامه‌خوانی چلاق آینیشمان طی سه شب در تماشاخانه انتظامی خانه هنرمندان ایران- شهریور ۱۴۰۱خوانش «چُلاقِ آینیشمان» در تماشاخانه استاد انتظامی.

## سینما
- ساخت چند فیلم کوتاه هشت میلیمتری و ویدیویی و چند فیلم مستند از جمله «باشو یک زندگی» (۱۳۹۳)

- تهیه کننده چند فیلم مستند(پندوم، دوربین فرانسوی و...) و چند فیلم کوتاه(شب گذشته؛ مافیا، شامیر و...)

- مشاور تهیه کننده و مشاور پروژه در چند پروژه بلند سینمایی